# Dragoș Vodă, Călărași
Dragoș Vodă este satul de reședință al comunei cu același nume din județul Călărași, Muntenia, România.